# Coups de feu
Pour plus de détails, voir Fiche technique et Distribution.
Coups de feu est un film français réalisé par René Barberis, sorti en 1939.

## Fiche technique
- Titre français : Coups de feu
- Titre de travail : Duels
- Réalisation : René Barberis
- Scénario : Herbert Juttke (de), Jacques Companéez, Benno Vigny (dialogues), d'après un roman d'Alexandre Pouchkine
- Photographie : Jean Isnard
- Décors : Jacques-Laurent Atthalin
- Son : Marcel Louge
- Musique : Joe Hajos
- Société de production : Rex Film
- Pays d'origine :  France
- Format : Noir et blanc - 35 mm - 1,37:1
- Genre : drame
- Durée : 75 minutes (1h15)
- Date de sortie : 19 avril 1939 en France

## Distribution
- Mireille Balin : la comtesse Vilma Isopolska
- Raymond Rouleau : le lieutenant Stanislas de Glombinski
- Aimé Clariond : le capitaine Hans von Mahringer
- Ginette Leclerc : Lisa
- Georges Cahuzac
- Pierre Nay
- Odette Talazac
- Génia Vaury
- Simone Gauthier
- Tony Murcie
- Pierre de Ramey